# NGC 4514
NGC 4514 ist eine Spiralgalaxie mit hoher Sternentstehungsrate vom Hubble-Typ Sbc im Sternbild Coma Berenices am Nordsternhimmel. Sie ist schätzungsweise 362 Millionen Lichtjahre von der Milchstraße entfernt und hat einen Durchmesser von etwa 130.000 Lj.

Im selben Himmelsareal befinden sich u. a. die Galaxien NGC 4495, NGC 4525, IC 3441, IC 3451.
Das Objekt wurde am 13. März 1785 vom deutsch-britischen Astronomen William Herschel entdeckt.